# ام‌وی کارینا
ام‌وی کارینا (به انگلیسی: MV Karina) یک کشتی است که طول آن ۶۵ فوت (۲۰ متر) می‌باشد. این کشتی در سال ۱۹۴۶ ساخته شد.